# Grande-Bretagne aux Jeux paralympiques d'été de 1964
La Grande-Bretagne participe aux Jeux paralympiques d'été de 1964 à Tokyo. Elle y remporte soixante et une médailles : dix huit en or, vingt trois en argent et vingt en bronze, se situant à la deuxième place des nations au tableau des médailles. La délégation britanniques regroupe 39 sportifs.